# Bavenhausen
Bavenhausen ist ein Ortsteil der Gemeinde Kalletal im nordrhein-westfälischen Kreis Lippe in Deutschland.

## Geographie
Südlich des Teimers liegt die Ortschaft Rentorf und an der Bundesstraße 238 nach Lemgo die Siedlung Waterloo, die beide zum Ortsteil Bavenhausen gehören.

### Naturschutzgebiete
Das 71 Hektar große Naturschutzgebiet Teimer erstreckt sich auf der Muschelkalkerhebung Teimer.

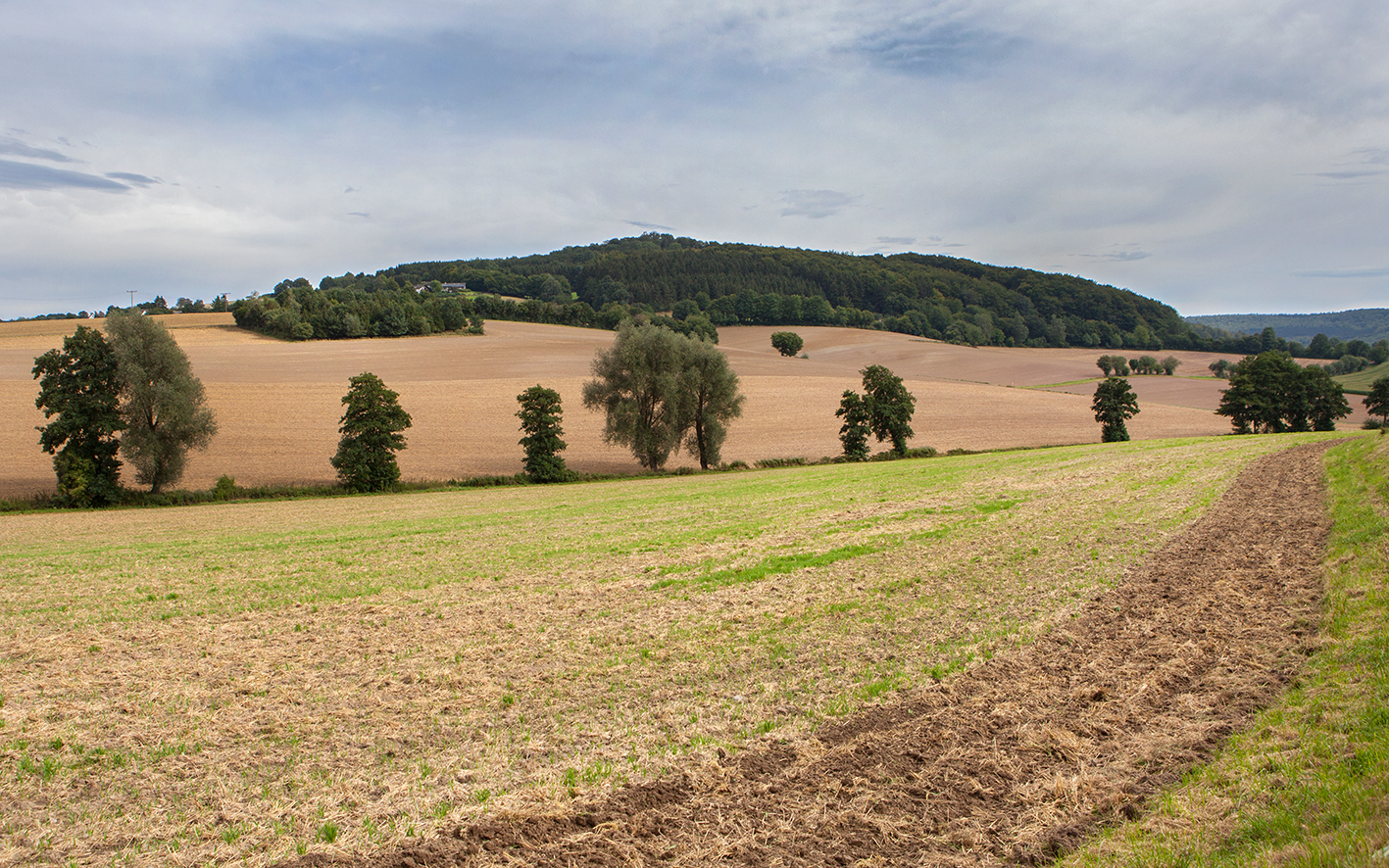
Teimer bei Bavenhausen

## Geschichte
In Bavenhausen konnten Funde gemacht werden, die eine steinzeitliche Besiedlung der Gegend nachweisen. Die erste schriftliche Erwähnung von Bavenhausen als Bavenhußen stammt von 1343.
Zwischen 1879 und 1932 zählte die Gemeinde zum Amt Hohenhausen.

### Eingemeindung
Die ehemals selbständige Gemeinde Bavenhausen wurde mit Wirkung zum 1. Januar 1969 gemäß §7 des Lemgo-Gesetzes mit weiteren Ortschaften zur Gemeinde Kalletal zusammengeschlossen. Ab 1932 bildete Bavenhausen mit diesen Gemeinden die unmittelbare Verwaltungsebene unter der Kreisverwaltung in Lemgo, die 1973 zusammen mit dem Landratsamt Detmold im Kreis Lippe aufging.

### Einwohnerentwicklung
| Jahr      | 1860 | 1939 | 1962 |
| Einwohner | 509  | 501  | 786  |
| --------- | ---- | ---- | ---- |

### Ortsname
Neben der ersten schriftlichen Erwähnung als Bavenhußen (1343) sind im Laufe der Jahrhunderte folgende Versionen belegt: Bauenhusen (um 1409 im Schadensverzeichnis und 1439), Bovenhusen (1483), Bavenhus (1494 im Urbar Möllenbeck), Bauenhussen (1507, im Landschatzregister), Bavenßen (1510), Bauenhusenn (1535, im Landschatzregister), Bauennhaußenn und Bauennhaussenn (1614/15, in Salbüchern) sowie Bavenhausen (um 1758).

## Bauwerke
Auf dem Windberg steht seit 1853 die Bavenhausener Windmühle. Sie wird heute als Hochbehälter für die örtliche Wasserversorgung genutzt.
In Bavenhausen gibt es eine Grundschule und einen Kindergarten.

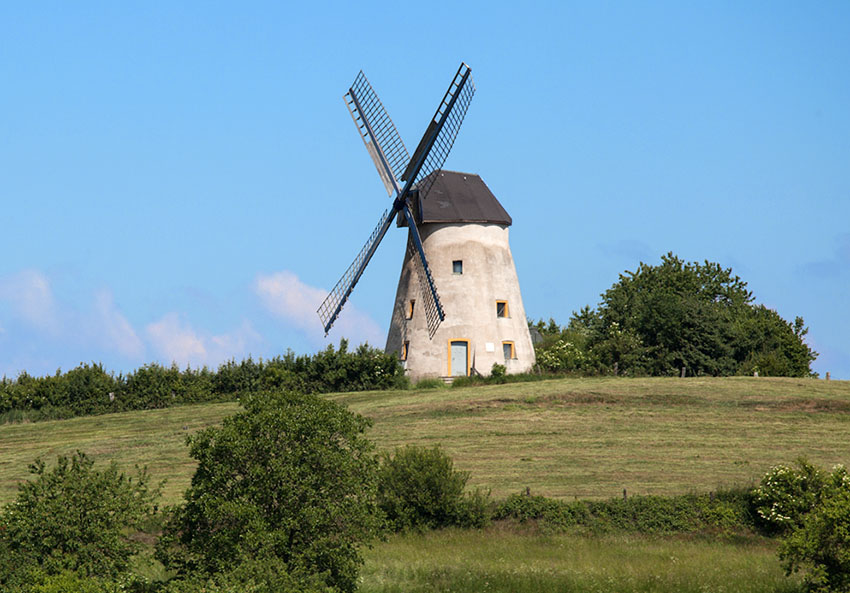
Windmühle Bavenhausen

## Sport

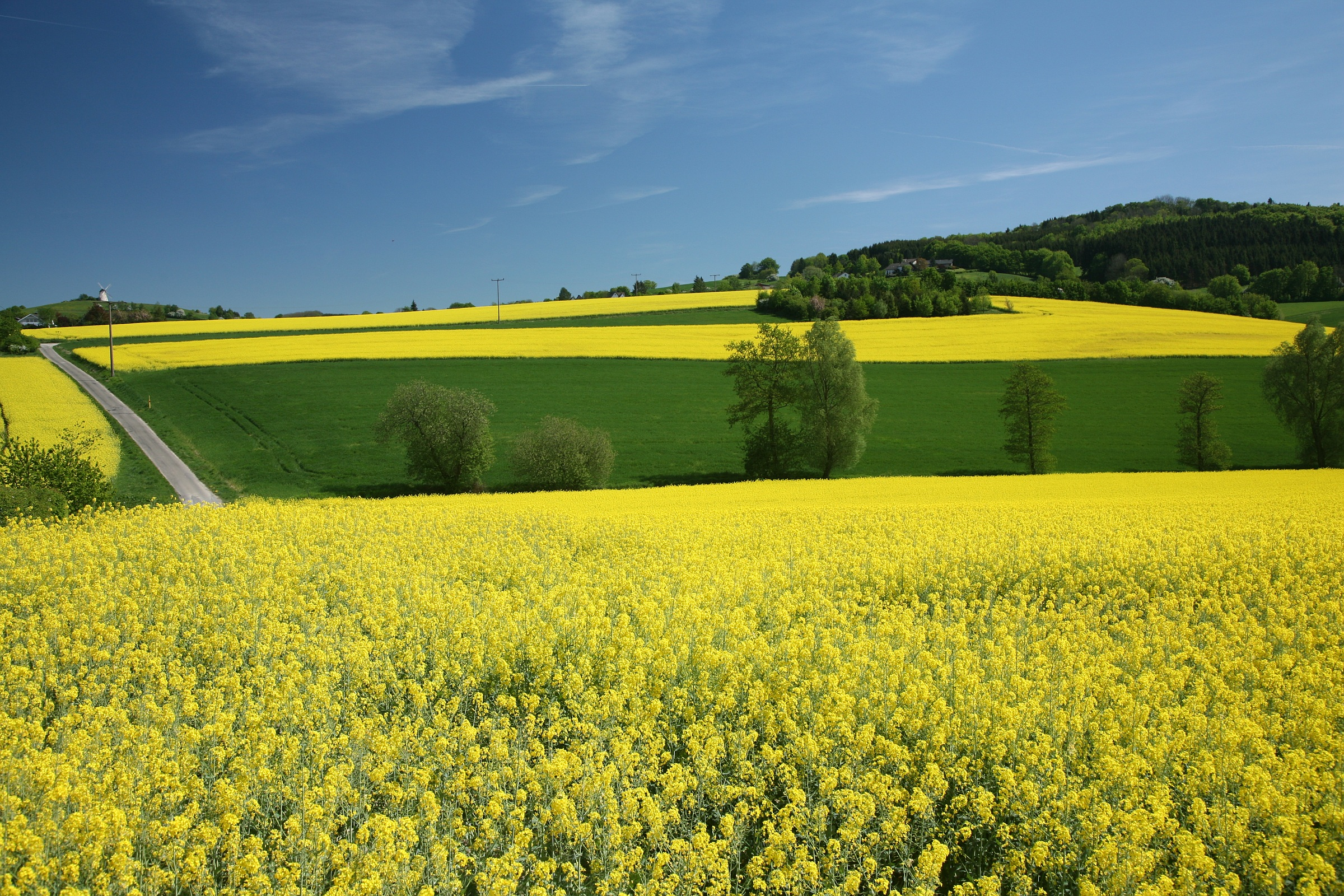
Ein Rapsfeld bei Bavenhausen

Die Spielvereinigung Bavenhausen von 1924 e. V. ist der örtliche Sportverein für Fußball, Tischtennis und Breitensport.